# Дхарма
Дха́рма, дха́мма (санскр. धर्म IAST: dharma, пали धम्म IAST: dhamma «учение», «закон» и др.) — одно из важнейших понятий в индийской философии и индийских религиях. Понятию дхармы трудно найти эквивалент. Слово «дхарма» буквально переводится как «то, что удерживает или поддерживает» (от санскритского корня дхар или дхри dhṛ IAST — «держать, поддерживать»). В зависимости от контекста, дхарма может означать «нравственные устои», «религиозный долг», «универсальный закон бытия» и т. п.
Дхарма играет первостепенную роль в доктринах индийских религий, каждая из которых исповедует и практикует дхармические принципы. В индийских религиозных традициях принято считать, что люди, живущие в соответствии с нормами дхармы, способны достичь мокши или нирваны. В индуистском обществе дхарма представляет собой религиозно-моральную доктрину о правах и обязанностях каждого индивида.
Антонимом дхармы является адхарма. Символ дхармы в буддизме и некоторых направлениях индуизма — дхармачакра — центральный мотив в национальном флаге Индии.

## Употребление слова
В священном тексте индуизма — «Ригведе» — слово употребляется в варианте дхарман IAST: dhárman- и имеет ряд значений, включая «что-то установившееся или утвердившееся», или в значении «сторонник», «приверженец», «поклонник» (Бога), а также в абстрактном значении, имеющем семантическое сходство с греческим ethos, «установленный статус или закон».
В «Атхарваведе» и классическом санскрите — IAST: dhárma (деванагари: धर्म), а на пали слово принимает форму дхамма. В современных индийских языках и диалектах слово часто употребляется как дхарам. Оно используется во всех дхармических религиях, к которым относятся индуизм, буддизм, джайнизм и сикхизм. Трудно дать одно точное определения термина «дхарма»: у него существует долгая и разнообразная история и оно имеет ряд сложных значений и толкований.
В контексте большинства современных индийских языков, таких как хинди или бенгали, «дхарма» просто означает «религия». Индуизм, буддизм, джайнизм и сикхизм соответственно называют «санатана-дхарма», «будда-дхарма», «джайн-дхарма» и «сикх-дхарма».

## Дхарма в индуизме

### Историческое развитие концепции дхармы в индуизме
В «Ригведе» вера в то, что естественная упорядоченность и гармония пронизывает природу и мир, проявляется в ведийской концепции риты, которая выступает как законы природы, как определённый установленный порядок вещей во Вселенной. Рита имеет определённое сходство с древнекитайским понятием дао и гераклической, или стоической концепцией логос. Этот порядок вещей во Вселенной, отражённый в ведийской религии, явился историческим предшественником понятия дхармы. Идея риты была изложена в ведийских гимнах и выступила как фундамент для дхармы в классическом индуизме. Дхарма упоминается в следующем стихе «Ригведы»:
О Индра, веди нас по пути риты — истинному пути, следуя которому мы сможем преодолеть зло.
Переход от риты к современной идее дхармы происходит в «Брихадараньяка-упанишаде». В Упанишадах дхарма рассматривается как вселенский закон, порядок вещей, гармония, истина, которые проявляются из Брахмана. Дхарма выступает как управляющий моральный принцип во Вселенной. Это сат — истина, один из основных принципов индуизма, который происходит от концепции «единой истины» (экам-сат), изложенной в «Ригведе». Сат выступает в Ведах как одно из качеств Брахмана — сат-чит-ананда (истина-знание-блаженство). Дхарма это не просто закон или устой — это изначальная истина. В «Брихадараньяка-упанишаде» это объясняется следующим образом:
Дхарма тождественна истине. Человек, который говорит истину, «говорит дхарму».
В «Махабхарате» Кришна определяет дхарму как индивидуальный путь, по которому идет каждый человек (соотносимо с современным понятием «реализация»):
Лучше своя дхарма, несовершенная, чем успешно исполненная чужая.
Лучше смерть в своей дхарме — чужая дхарма опасна.

### Дхарма как одна из пурушартх
Продвигаясь по четырём ступеням духовного развития (ашрамам) ведийского общества, которыми являются брахмачарья, грихастха, ванапрастха и санньяса, индивид одновременно осуществляет и четыре основные пурушартхи, или цели — дхарму, артху (экономическое развитие, материальные обретения и мирские заслуги), каму (чувственное удовлетворение), и мокшу (освобождение из сансары — круговорота рождения и смерти). Конечная цель, мокша, является самой важной в последних двух ашрамах жизни, тогда как пурушартхи артхи и камы в основном практикуются в грихастха-ашраме. Дхарма, однако, играет ключевую роль на всех четырёх ступенях духовной жизни.

### Бог дхармы
Яма, которого также называют Дхармараджа, выступает как дэва, управляющий дхармой и следящий за её соблюдением. Описывается, что он родился из груди Брахмы и женился на тринадцати дочерях Дакши. Он является отцом Шамы, Камы и Харахсы, а также мудреца Нара-Нараяны.
В «Махабхарате» Видура описывается как воплощение Ямы. Также Кунти вызывает Яму и зачинает от него своего старшего сына Юдхиштхиру. Поэтому Юдхиштхира также получил известность под именем Дхармапутра («сын дхармы»).

### В специальной литературе
В специальной литературе, например, по санскритской грамматике, дхарма также означает «собственность», а дхармин — «обладающий собственностью». В таких санскритских фразах, как шабдо нитья (IAST: shabdo 'nityaḥ) — «звук вечный», «звук» является носителем качества «постоянности». Подобным же образом, во фразе иха гхатах (IAST: iha ghataḥ) — «здесь есть горшок», «здесь» выступает как носитель «существования горшка».

## Дхарма в буддизме
В одном из общих случаев под Дхармой может пониматься:
1. универсальный закон бытия, открытый Буддой;
2. буддийское учение;
3. явление, далее неделимая составляющая бытия. Элементарный «кирпичик» сознания и мира (о мире самом по себе, независимо от сознания, буддизм ничего не говорит): «круглое», «длинное», алчность, не-алчность, мысль, сознание и т. п. Дхармы мгновенны, непрерывно появляются и исчезают, их волнение и образует человека (или другое существо), воспринимающего мир. Чем больше человек обуреваем страстями, тем меньше среди дхарм благих и больше неблагих, что по закону кармы ведёт к усилению страдания, испытываемого человеком. Если человек ведёт нравственную жизнь, почитает наставления Будды, то в его «потоке сознания» преобладают благие дхармы, и он в этой и последующих жизнях испытывает мало страданий и даже может родиться небожителем. Но и небожители подвластны закону кармы и смертны. Чтобы полностью прекратить волнение дхарм, нужно осознать, что нет ничего неизменного — ни мира самого по себе, ни вечной души. Когда это всё не только понято, но и осознано, процесс «бывания» прекращается, и достигается нирвана — состояние, которое нельзя назвать ни вечным бытием, ни полным уничтожением: все наши понятия непригодны для описания нирваны. Дхарма считается одной из центральных и вместе с тем одной из наиболее сложных категорий буддийской мысли. По Ф. И. Щербатскому, природа дхармы непостижима[6]. Буддолог А. А. Дюранов отмечает, что под дхармой в данном случае может пониматься «любое явление, свойство, вещь, элемент, процесс, качество»[7]. В таком понимании понятие «дхарма» традиционно пишется со строчной буквы[8].

Индолог А. А. Вигасин и буддолог А. В. Парибок отмечают, что в наиболее основной форме под Дхармой понимается высшая истина, познанная Буддой в процессе медитации и после достижения им пробуждения. Последователи Будды также практикуют медитацию, в которой в качестве дхарм могут рассматривать «события их собственной сознательной жизни».
Буддолог Е. А. Торчинов в наиболее общем случае выделяет Дхарму как «закон и учение Будды», представляющее собой «совокупность доктринальных, этических, ценностных и психотехнических основоположений» буддизма, и дхармы как «элементарные психофизические состояния». В первом случае Дхарма также может пониматься как Буддадхарма (учение Будды) и являться синонимом буддизма.
Буддолог И. С. Урбанаева разделяет Дхарму на абсолютную Дхарму в виде «Истины Пресечения и Истины Пути» и в виде «абсолютной природы реальности», которую человек может осознать после практического понимания таковости, пустоты и освобождения от сансары, и на относительную Дхарму, представляющую собой путь и методы достижения абсолютной Дхармы в виде слов Будды. В самой начальной форме Урбанаева также определяет Дхарму как «качественное состояние сознания просветлённого существа».
Буддолог В. П. Андросов указывает, что Дхарма может пониматься: как учение Будды, как истина, как космический закон, как часть трёх драгоценностей буддизма, как любая сутра со словами Будды, как любое слово из этой сутры, слог (например, мантра ом), как «Абсолют, истинная реальность» и как путь к ней, как «мельчайшая частица потока сознания», которой может быть какой-либо предмет, качество и другие явления. 
Рассматривая различные значения, Андросов выделяет наиболее первичным значение «Истина» и также отмечает, что в настоящее время не существует справочных изданий, которые бы излагали все точные смыслы и варианты употребления понятия для относительно известных десятка значений понятия.
Буддолог В. Г. Лысенко в контексте Дхармы как части трёх драгоценностей буддизма указывает, что Дхарма включает в себя как опыт таковости «так как оно есть», так и методы, ведущие к данному опыту, различные для разных людей. Лысенко обращает особое внимание на то, что не существует универсальной Дхармы, подходящей сразу для каждого человека, «это всегда конкретное послание конкретному человеку в конкретной ситуации». Будда связывал это с разным уровнем восприимчивости учения у разных людей.
Японист, культуролог и исследователь дзэн Е. С. Штейнер в наиболее общем случае связывает «приобщение к дхарме» с осознанием природы Будды и указывает, что трудность полного определения понятия состоит в том, что «даже простое перечисление [значений понятия] займёт не менее страницы, а уж объяснение — несколько книг».
В буддизме махаяны признаки Дхармы становятся равнозначными признакам Абсолюта, тождественного буддовости (буддхатва) или природе Будды. Высшее из трёх тел Будды, дхармакая («тело дхармы»), определяется только через отрицание различных признаков («не-подвижное, не-постижимое, не-двойственное»).

### Дхарма — категория абхидхармы
Описание дхарм как элементов бытия (см. выше) изложено в третьей части буддийского канона, Абхидхарме. Их детальной классификации посвящён труд «Абхидхармакоша».
Все дхармы можно разделить на два базовых класса омрачённые (асрава) и неомрачённые (анасрава).

#### Омрачённые
К омрачённым (асрава) относятся все обусловленные (санскрита) за исключением истины пути (марга — одна из четырёх благородных истин).
Особенностью обусловленных дхарм является их загрязнённость (клеша). Обусловленные дхармы делятся на пять групп (скандха). А именно:
- форма (рупа)
- чувство (ведана)
- восприятие (санджня)
- умственные формации (самскара)
- сознание (виджняна)

В свою очередь рупа делится на пять органов чувств (индрия), пять видов объектов (вишая) и непроявленное (авиджняпти).
Индрия это органы зрения (чакшу), слуха (шротра), вкуса (джихва), обоняния (гхрана), осязания (кая).
Вишая это зрительные (рупа), слуховые (шабда), вкусовые (раса), обонятельные (гандха), осязательные (спраштавья) данные. Итого десять органов чувств и объектов.

#### Тройная классификация дхарм
Дхармы были классифицированы Буддой тремя способами: по группам (скандха), по базам (аятана) и по элементам (дхату). Васубандху в «Абхидхармакоше» («Энциклопедии Дхармы») объясняет причину необходимости тройной классификации следующим образом:
Сознательные существа заблуждаются в трояком отношении: одни заблуждаются относительно психических явлений, считая их за «я»; другие опять заблуждаются относительно явлений чувственных; третьи полагают, что явления психические и чувственные вместе составляют «я». Кроме того, проницательность людей различна, а также их склонности: одни в состоянии понять или любить только краткое; другие — среднее; третьи — пространное.
Поэтому для первых предназначена классификация дхарм по пяти группам, для вторых — по 12 базам, а для третьих — по 18 элементам.
Таким образом, эти же десять органов чувств и объекты, перечисленные выше, присутствуют и в списках дхарм, входящих в базы (аятана) и элементы (дхату). А именно:
| Для скандха      | Для аятана              | Для дхату        |
| ---------------- | ----------------------- | ---------------- |
| чакшур индрия    | чакшур индрия аятана    | чакшур дхату     |
| шротрендрия      | шротра индрия аятана    | шротра дхату     |
| джихвендрия      | джихва индрия аятана    | джихва дхату     |
| гхранендрия      | гхрана индрия аятана    | гхрана дхату     |
| кайендрия        | кая индрия аятана       | кая дхату        |
| рупа вишая       | рупа вишая аятана       | рупа дхату       |
| шабда вишая      | шабда вишая аятана      | шабда дхату      |
| раса вишая       | раса вишая аятана       | раса дхату       |
| гандха вишая     | гандха вишая аятана     | гандха дхату     |
| спраштавья вишая | спраштавья вишая аятана | спраштавья дхату |

#### Неомрачённые
К неомрачённым (анасрава) относятся истина пути (марга), акаша и два прекращения (ниродха): пратисанкхьяниродха и апратисанкхьяниродха.

#### Дхармы в дзэн
Все чаньские школы рассматривали в качестве заблуждения веру в реальность дхарм. Согласно «Махаяна-шраддхотпада-шастре», часто использовавшейся в чань, такая вера является одним из двух типов ошибочных представлений, вызванных «обычным» восприятием, которое имеют люди, не достигшие просветления. Такое восприятие является следствием изначального неведения. В качестве второго ошибочного представления указывается представление «о реальности индивидуального „Я“». Согласно Йогачаре, на которой также основывалось учение чань, источником дхарм является алая-виджняна. Меняющиеся образы алая-виджняны люди с «обычным» восприятием ошибочно считают индивидуальным «Я» и внешними объектами. В дальнейшем эта иллюзия является причиной ошибочных мыслей, которые, в свою очередь, являются причиной появления кармы и будущих перерождений.
Согласно известному чаньскому наставнику и патриарху школы Хуаянь Цзунми, обычный человек воспринимает дхармы и индивидуальное «Я» точно так же, как человек во сне воспринимает видящиеся ему объекты реально существующими. Но в момент пробуждения человек понимает, что такие объекты являются просто «трансформацией его собственных мыслей в сновидениях». Цзунми указывает, что о дхармах говорится тем, кто из-за скромных духовных способностей, привязанностей к признакам дхарм и бытию и общей «омрачённости» не может прямо созерцать свою природу Будды. В таком случае с помощью исследования признаков и закономерностей сначала убираются привязанности к признакам дхарм.